# 사랑의 이름으로 (음반)
《사랑의 이름으로》는 대한민국의 가수 CL의 첫 익스텐디드 플레이(EP)이다. 2019년 12월 17일 카카오엠을 통하여 발매되었으며, 같은 해 12월 4일부터 3주에 걸쳐 한 주에 두 곡씩 뮤직 비디오와 함께 공개하였다. 씨엘이 YG 엔터테인먼트를 떠나고 처음으로 발매한 음반으로, 음반에 수록된 6곡의 모든 작사와 작곡에 참여하였으며, 타이틀 곡인 〈+소중한 추억190519+〉는 CL이 홀로 작업하였다.

## 트랙 리스트
| #            | 제목                     | 작사         | 작곡                                                                | 재생 시간 |
| ------------ | ------------------------ | ------------ | ------------------------------------------------------------------- | --------- |
| 1.           | 〈+DONE161201+〉         | CL, DC       | DJ 다히, 보스코, CL, 바비 브래킨스                                  | 3:34      |
| 2.           | 〈+처음으로170205+〉     | CL, Ohnim    | 장 밥티스트 쿠아메, 마이클 헨리, 카일 에드워즈, CL, 어거스트 그랜트 | 2:36      |
| 3.           | 〈+투덜거려본다171115+〉 | CL, Tokki    | 데이비드 모럽, CL, 제임스 뉴먼, Dyo                                 | 3:12      |
| 4.           | 〈+ONE AND ONLY180228+〉 | CL, Tokki    | 파 웨스터룬드, CL, 제시 토머스                                      | 3:22      |
| 5.           | 〈+안해180327+〉         | CL, Tokki    | 션 마이어, CL, 델라시, 마이클 폴락                                  | 3:03      |
| 6.           | 〈+소중한 추억190519+〉  | CL           | CL                                                                  | 2:56      |
| 총 재생 시간 | 총 재생 시간             | 총 재생 시간 | 총 재생 시간                                                        | 18:43     |